# Тетрасвинецпентаиттрий
Тетрасвинецпентаиттрий — бинарное неорганическое соединение
иттрия и свинца
с формулой Y5Pb4,
кристаллы.

## Получение
- Сплавление стехиометрических количеств чистых веществ:

{\displaystyle {\mathsf {5Y+4Pb\ {\xrightarrow {1650^{o}C}}\ Y_{5}Pb_{4}}}}

## Физические свойства
Тетрасвинецпентаиттрий образует кристаллы
ромбической сингонии, пространственная группа P nma, параметры ячейки a = 0,7991 нм, b = 1,510 нм, c = 0,8241 нм, Z = 4,
структура типа пентасамарийтетрагермания Sm5Ge3
.
Соединение образуется по перитектической реакции при температуре 1650°C.